# Hostrup Sogn (Tønder Kommune)
Hostrup Sogn ist eine Kirchspielsgemeinde  (dän.: Sogn) in der Region Syddanmark, Dänemark. Sie gehörte bis 1970 zur Harde Slogs Herred im damaligen Tønder Amt, danach zur Tønder Kommune im damaligen Sønderjyllands Amt, die im Zuge der Kommunalreform zum 1. Januar 2007 in der „neuen“  Tønder Kommune in der Region Syddanmark aufgegangen ist.

## Gemeindegebiet
Die Gemeinde hat eine Fläche von 38,2 km². Am 1. Januar 2023 lebten in der Gemeinde 1015 Menschen.
Nachbargemeinden sind im Westen das Kirchspiel Tønder Sogn (deutsch Tondern), im Norden Højst Sogn (deutsch Hoist), im Osten Burkal Sogn (deutsch Buhrkall) und im Südwesten Ubjerg Sogn (deutsch Uberg).  Am 1. Januar 2009 wurde das Gemeindegebiet um den Teil des Burkal Sogn erweitert, der auf dem Gebiet der Tønder Kommune lag. Seitdem grenzt die Gemeinde im östlichen Teil ihrer Südgrenze an Deutschland.
Neben dem Kirchdorf Hostrup bilden die Dörfer Rørkær (deutsch Rohrkarr), Jeising und Solderup die Siedlungsschwerpunkte. Alle vier bildeten in der preußischen Zeit eigene Landgemeinden.

## Geschichte
Hostrup wurde erstmals 1231 im Waldemar-Erdbuch des Königs Waldemar des Siegers erwähnt.
Bei der Volksabstimmung in Schleswig um die nationale Zugehörigkeit zu Deutschland oder Dänemark am 10. Februar 1920 stimmten 285 wahlberechtigte Hostruper für Deutschland (49 %) und  299 (51 %) für Dänemark. Die Grenze war jedoch bereits festgelegt worden, da Hostrup zur Ersten Abstimmungszone geschlagen worden war, in der nur das Gesamtergebnis zählte. Hostrup bildete fortan eine Kirchspielsgemeinde im neuen dänischen Amt Tondern.

## Wirtschaft und Verkehr
Hostrup ist in erster Linie landwirtschaftlich geprägt. Der Auspendleranteil vor allem ins benachbarte Tønder (deutsch Tondern) ist hoch.
Hauptverkehrsader ist die Fernstraße 8 von Tønder über Tinglev (deutsch Tingleff) und Kruså (deutsch Krusau) nach Sønderborg (deutsch Sonderburg) in ost-westlicher Richtung.
Die Bahnstrecke Tønder–Tinglev (Tondern–Tingleff) mit Bahnhöfen in Rørkær (deutsch Rohrkarr) und Jeising wurde 1974 für den Personenverkehr geschlossen und 2004 ganz stillgelegt, allerdings wird über eine Wiedereröffnung der Bahn diskutiert.

## Gleichnamige Orte
Der Name Hostrup ist nicht selten. So gibt es in der Nähe von Esbjerg ein weiteres Kirchdorf Hostrup. In Nordschleswig liegen zwei weitere Dörfer gleichen Namens westlich (Gemeinde Egvad, deutsch Ekwatt) und südlich (Gemeinde Ensted, deutsch Enstedt) von Aabenraa (deutsch Apenrade), die zur Unterscheidung voneinander als Norder- und Süder-Hostrup bezeichnet werden. Im Südschleswig liegt ein Dorf Hostrup in der Gemeinde Havetoft zwischen Schleswig und Flensburg im westlichen Angeln.